# 13デイズ
『13デイズ』（サーティーン・デイズ、Thirteen Days）は、2000年のアメリカ映画。

## 概要
1962年のキューバ危機を題材にしたサスペンス映画である。同じケネディ大統領を扱った映画『JFK』でも主演を務めたケビン・コスナーを大統領特別補佐官役として迎えた。ちなみにケビンがロジャー・ドナルドソン監督作に出演したのは『追いつめられて』（1987年）以来である。
作品中の国防総省及び当時の軍首脳（統合参謀本部議長、空軍参謀総長及び海軍作戦部長）の描き方が否定的かつ好戦的過ぎるとして国防総省からは協力を一切拒否された、という逸話がある。
ドキュメント映画ではないため、史実とは異なる部分がある。

## ストーリー
1962年10月、U-2偵察機が撮影した航空写真により、ソ連が核兵器搭載の中距離弾道ミサイルをキューバに配備中であることが明らかになる。ジョン・F・ケネディ大統領と補佐官たちは、その配備完了を阻止するための行動計画を立てなければならなくなる。ケネディ大統領は、米国がミサイルの脅威に曝されるのを許さないと示すことを決意する。統合参謀本部は、ミサイル基地に対する米軍の即時攻撃とその後のキューバ侵攻を進言する。ケネディは、米国が攻撃や侵攻を行えば、ソ連が西ベルリンに侵攻する可能性が非常に高く、それが全面戦争につながる可能性があるため、それらに消極的である。ケネディは『8月の銃』を引用しながら、第一次世界大戦の引き金となった出来事との類似性を見い出す。即ち、両軍の指揮官の戦術はその前の戦争以降進歩しておらず時代遅れになっている中、今回は新たに核兵器が関係しているのである。戦争の危機が迫る。
ケネディ政権は、戦争を回避しつつミサイルを撤去する方策を検討する。彼らは、正式には戦争行為と見做される「封鎖」を却下し、正式には「隔離」と称するものを採用する。彼らは、米海軍がキューバ領海に進入する全ての船舶を止め、キューバ向けの武器を積んでいないか検査することを発表する。これに対してソ連は様々なメッセージを返す。キューバ沖でソ連船は隔離線から引き返す。ディーン・ラスク国務長官は「我々はにらみ合い、相手が先に瞬きしたのだ」と喜ぶ。政府は偵察機による航空写真の撮影を指示し続ける中、ケネディ大統領の最側近の1人であるケネス・オドネルは、パイロットたちに対して、たとえ砲撃されても砲撃されたとは報告しないよう強く指示する。何故ならば、砲撃を受けた場合は交戦規定に基づいて報復しなければならなくなるからである。
ABCニュースのジョン・A・スカリ記者は、ソ連の「密使」アレクサンドル・フォミンから連絡を受け、この裏ルートを通じてソ連は、キューバに侵攻しないという米国の確約と引き換えにミサイルを撤去することを提案する。ソ連のニキータ・フルシチョフ首相が直接書いたと思われる、フォミンからの非公式な連絡と同じ調子の長いメッセージが送られて来る。これに続いて、米国がトルコからジュピター・ミサイルを撤去することを絡める取引を求める、より強硬な第2の公電がソ連側から送られて来る。ケネディ政権は、2番目のメッセージを政治局からの回答と解釈し、リスクを伴うものの、それを無視して、フルシチョフからのものと思われる最初のメッセージに回答することを決定した。この間、幾つかの失策があった。戦略航空軍団（SAC）の防衛即応レベルは、大統領に報告されること無く、DEFCON 2（差し迫った戦争への最大即応性の一歩手前）に引き上げられていた。核兵器実験（ブルーギル・トリプル・プライム）が進行し、米国の攻撃用ミサイルの定期的な発射実験も大統領の知らないうちに行われていた。
即時攻撃を求める軍部の強い圧力に晒される中、時間稼ぎのためケネディ大統領は、次の月曜日にミサイル基地への攻撃とキューバ侵攻を開始することを承認した。空軍のU-2偵察機が攻撃のための情報収集のためキューバ上空を飛んだが、撃墜されてパイロットが死亡した。国家安全保障会議・執行委員会（EXCOM）での熟議の後、ケネディは、金曜日の夜に弟のロバート・F・ケネディをソ連大使のアナトリー・ドブルイニンと面会させることにより、戦争回避の最後の試みを行うことにする。ロバートはソ連がキューバからミサイルを撤去するよう再度要求し、その代わり、キューバ侵攻や侵攻の支援をしないことを約束した。ドブルイニンは、米国がトルコのソ連国境にある全てのジュピター・ミサイルを撤去することも要求した。ロバートは、それは今回の交換条件に組み込むことは不可能だが、フルシチョフがキューバから全てのミサイルを撤去すれば、米国側の既定の計画の一部として、米国がトルコから「時代遅れの」ミサイルを全て6か月以内に撤去するという秘密の了解が得られるだろうと言った。ソ連は日曜日、核兵器使用にまで拡大する可能性のある戦争を回避するため、キューバからミサイルを撤去すると発表した。
映画は、ケネディ大統領が、侵攻準備の一環としての偵察中にキューバ上空で撃墜されたパイロット、ルドルフ・アンダーソンの遺族宛のお悔やみの手紙を口述筆記する場面と、ケネディ大統領のアメリカン大学の卒業式でのスピーチの実際の音声が再生される中、大統領執務室の外でケネディ兄弟とオドネルが佇む場面で終わる。

## キャスト
| 役名                                                          | 俳優                         | 日本語吹替 | 日本語吹替   | 日本語吹替 |
| 役名                                                          | 俳優                         | ソフト版   | テレビ朝日版 |            |
| ------------------------------------------------------------- | ---------------------------- | ---------- | ------------ | ---------- |
| ケネス・オドネル （大統領特別補佐官）                         | ケビン・コスナー             | 原康義     | 山路和弘     |            |
| ジョン・F・ケネディ （大統領）                                | ブルース・グリーンウッド     | 安原義人   | 山寺宏一     |            |
| ロバート・ケネディ （司法長官）                               | スティーヴン・カルプ         | 森田順平   | 内田夕夜     |            |
| ロバート・マクナマラ （国防長官）                             | ディラン・ベイカー           | 水内清光   | 田中秀幸     |            |
| マクスウェル・D・テイラー （陸軍大将・統合参謀本部議長）      | ビル・スミトロヴィッチ       | 金尾哲夫   | 佐々木勝彦   |            |
| アドレー・スティーブンソン （国連大使）                       | マイケル・フェアマン         | 中庸助     | 益富信孝     |            |
| ディーン・ラスク （国務長官）                                 | ヘンリー・ストロジャー       | 石波義人   | 三木敏彦     |            |
| カーチス・ルメイ （空軍大将・空軍参謀総長）                   | ケヴィン・コンウェイ         | 秋元羊介   | 内海賢二     |            |
| セオドア・C・ソレンセン （大統領特別顧問・スピーチライター）  | ティム・ケレハー             | 中博史     | 横島亘       |            |
| マクジョージ・バンディ （国家安全保障担当大統領補佐官）       | フランク・ウッド             | 小形満     | 佐藤淳       |            |
| ディーン・アチソン （元国務長官・弁護士・非公式アドバイザー） | レン・キャリオー             |            | 西村知道     |            |
| ジョージ・アンダーソン・ジュニア （海軍大将・海軍作戦部長）   | マディソン・メイソン         | 仲木隆司   |              |            |
| ジョン・マコーン （CIA長官）                                  | ピーター・ホワイト           | 品川徹     |              |            |
| ピエール・サリンジャー （大統領報道官）                       | ケリー・コネル               | 川村拓央   |              |            |
| ルドルフ・アンダーソン （空軍少佐・パイロット）               | チャールズ・エステン         | 三宅健太   |              |            |
| ウィリアム・エッカー （海軍中佐・偵察作戦指揮官）             | クリストファー・ローフォード | 斉藤次郎   |              |            |
| アーサー・ランダール （航空写真専門家）                       | デイキン・マシューズ         |            |              |            |
| マーシャル・カーター （陸軍中将・後にCIA副長官）              | エド・ローター               | セリフなし | セリフなし   |            |
| ジョージ・ボール （外交官）                                   | ジェームズ・カレン           | セリフなし | セリフなし   |            |
| リチャード・J・デイリー （シカゴ市長）                        | ジャック・マッギー           |            |              |            |
| リンドン・ジョンソン （副大統領）                             | ウォルター・アドリアン       |            |              |            |
| エヴェリン・リンカーン （大統領秘書）                         | ジャネット・コールマン       |            |              |            |
| ジャクリーン・ケネディ （大統領夫人）                         | ステファニー・ロマノフ       | 山門久美   |              |            |
| アンドレイ・グロムイコ （ソ連外務大臣）                       | オレク・クルパ               |            |              |            |
| アナトリー・ドブルイニン （駐米ソ連大使）                     | エリヤ・バスキン             |            |              |            |
| ヘレン・オドネル （ケネスの妻）                               | ルシンダ・ジェニー           | 寺内よりえ |              |            |
| マーク・オドネル （ケネスの息子）                             | ドレイク・クック             | 谷井あすか |              |            |
| キャシー・オドネル （ケネスの娘）                             | ケイトリン・ワックス         | 椿理沙     |              |            |
| ケニー・オドネル・ジュニア （ケネスの息子）                   | ジョン・フォスター           | 福山潤     |              |            |
| ケビン・オドネル （ケネスの息子）                             | マシュー・ダン               |            |              |            |
| マーガレット（ホワイトハウスの電話交換手）                    | カレン・ルドウィグ           | 斎藤恵理   |              |            |

- テレビ朝日版：初回放送2003年8月3日『日曜洋画劇場』（21:00-23:24）

## 評価
レビュー・アグリゲーターのRotten Tomatoesでは124件のレビューで支持率は83%、平均点は7.20/10となった。Metacriticでは31件のレビューを基に加重平均値が67/100となった。